# کیا اسپورتیج
کیا اسپورتیج (انگلیسی: Kia Sportage; کره‌ای: 기아 스포티지) یک خودروی کامپکت کراس‌اوور اس‌یووی (کامپکت اس‌یووی تا سال ۲۰۰۴) است که از سال ۱۹۹۳ تاکنون توسط شرکت کره‌ای کیا موتورز تولید می‌شود.

## نسل اول (ان‌بی-۷؛ ۱۹۹۳)

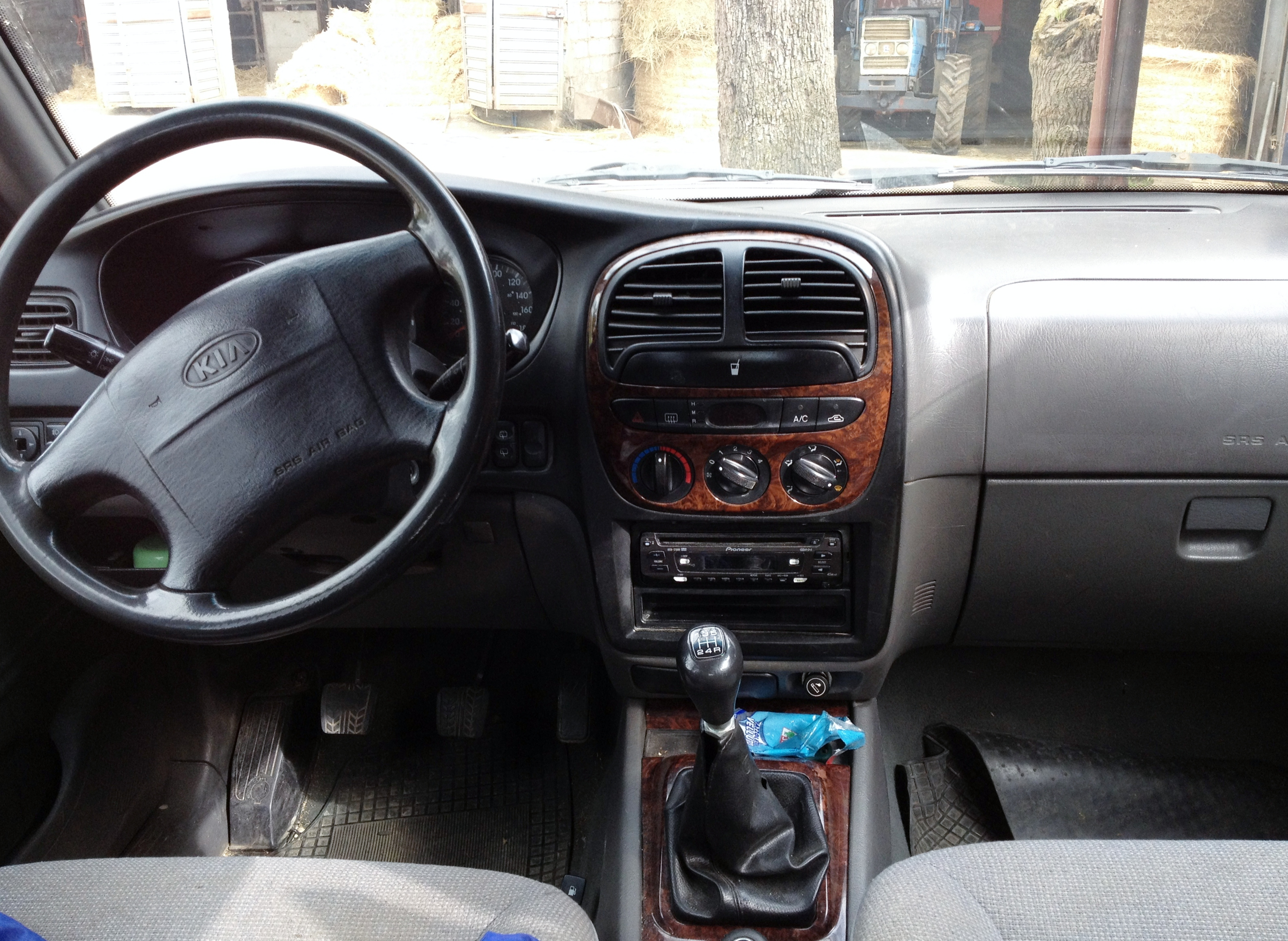
داخل

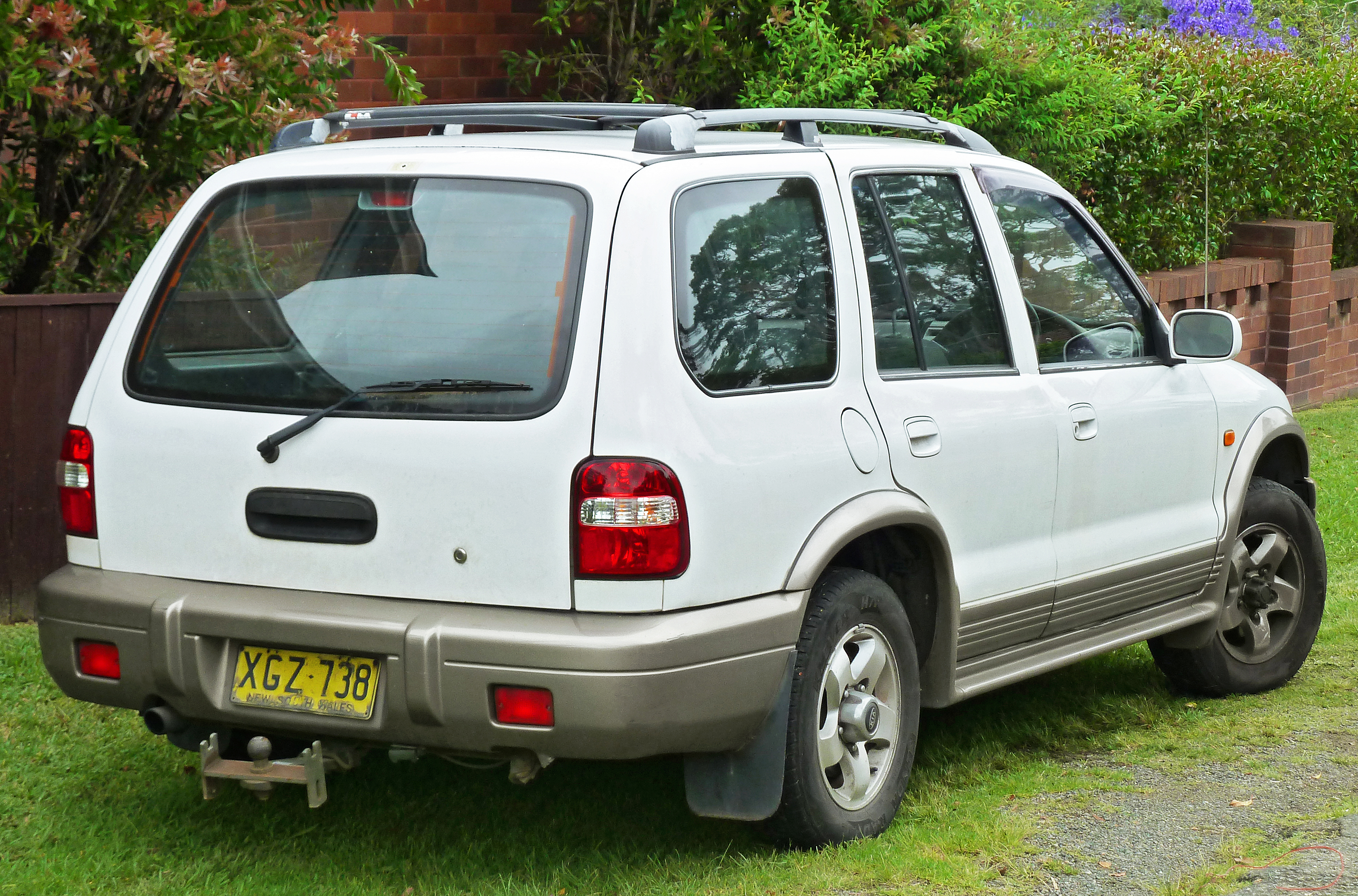
نسخهٔ طویل‌تر به نام کیا اسپورتیج گرند واگن (۲۰۰۱، استرالیا)

نسل نخست اسپورتیج پلتفرمی مشترک با مینی‌ون مزدا بونگو داشت و از همین رو بسیاری از اجزای مکانیکی و فنی این خودرو مانند موتور و انتقال قدرت (فاز نخست تولید) با همتای ژاپنی خود مشترک بود. کیا آن زمان با فورد و مزدا شریک بود و این موجب شد تا کیا از فناوری این دو شرکت کهنه‌کار در ساخت خودروهایش بهره ببرد.

## نسل دوم (جی‌ئی/کی‌ام؛ ۲۰۰۴)

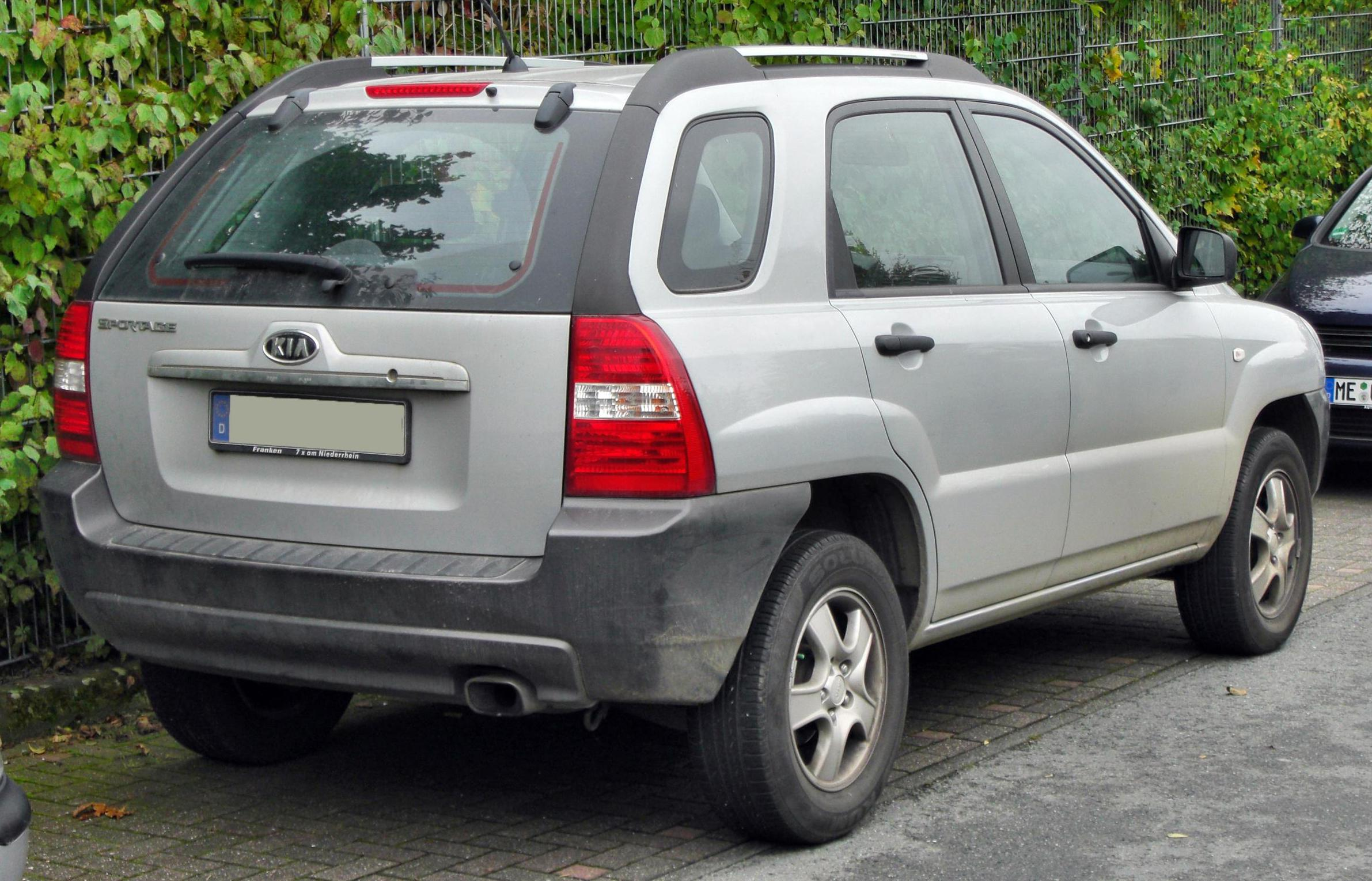
کیا اسپورتیج (کی‌ام؛ اروپا)

مدل ۲۰۰۵ اسپورتیج با پلتفرمی مشترک با هیوندای الانترا و هیوندای توسان عرضه شد. اسپورتیج با یک موتور ۲٫۰ لیتری آی۴ دیزلی در بازار بریتانیا و با قیمتی در حدود ۱۶۰۰۰ دلار آمریکا عرضه شد. قابلیت چهارچرخ محرک و یک موتور وی۶ به توان ۱۷۳ اسب بخار قدرت (۱۲۹ کیلو وات) با ۱۷۸ پوند گشتاور (۲۴۱ نیوتن متر) صورت سفارشی برای این خودرو عرضه می‌گشت. به‌طور کلی این نسل نسبت به قبل پیشرفت قابل توجهی دارد.
این خودرو در ماه مهٔ ۲۰۰۸ یک تغییر چهره را متحمل شد. کیا از سال ۲۰۰۷ این خودرو را در خط تولید خود در شهر ژیلینا واقع در کشور اسلواکی مونتاژ می‌کند. در اوایل ۲۰۰۹ مدل مورد عرضه این خودرو در بریتانیا در کمتر از یک سال تغییر چهره دیگری را به خود دید.
اسپورتیج در سال ۲۰۰۹ عنوان برترین خودروی قابل اعتماد را از دید گزارش مصرف‌کنندگان دریافت نمود. اسپورتیج در همان سال توانست در فهرست «۲۰ خودروی ارزان‌قیمت سال ۲۰۰۹» جای گرفت. بر اساس تحقیقات، اسپورتیج یکی از ارزان‌ترین وسایل نقلیه برای بیمه است.

### ایمنی

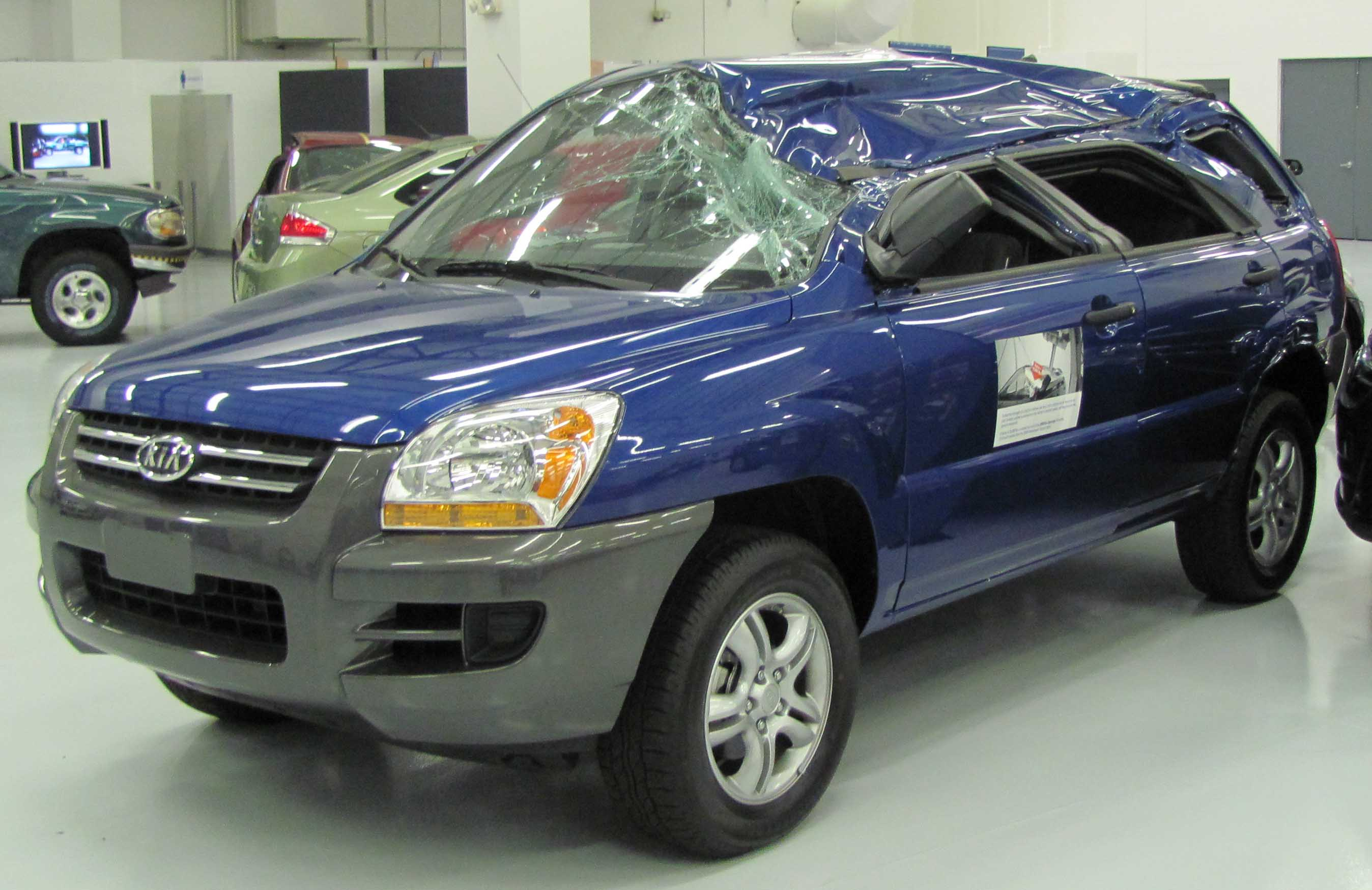
مؤسسهٔ بیمهٔ ایمنی بزرگراه (IIHS) یک اسپورتیج ۲۰۰۸ را به عنوان نمونه‌ای از قدرت سقف ضعیف نشان می‌دهد.

نسل دوم کیا اسپورتیج رتبه بالای رتبه پنج ستاره را در آزمون‌های تصادف با مدیریت ایمنی ترافیک در سطح ملی به دست آورد. با این حال، مؤسسهٔ بیمهٔ ایمنی بزرگراه (IIHS) آن را با امتیاز نه چندان خوب دو ستاره (قابل قبول) ایمنی بدرقه کرد، عملکرد و استحکام ضعیف سقف خودرو در چپ کردن یکی از عوامل این امتیاز پایین است.
| تست                        | امتیاز    |
| مجموع:                     | 2/5 ستاره |
| برخورد انحرافی متعادل جلو: | قابل قبول |
| برخورد جانبی:              | قابل قبول |
| قدرت سقف:                  | ضعیف      |
| ایمنی سر و گردن و صندلی‌ها: | ضعیف      |

## نسل سوم (اس‌ال؛ ۲۰۱۰)

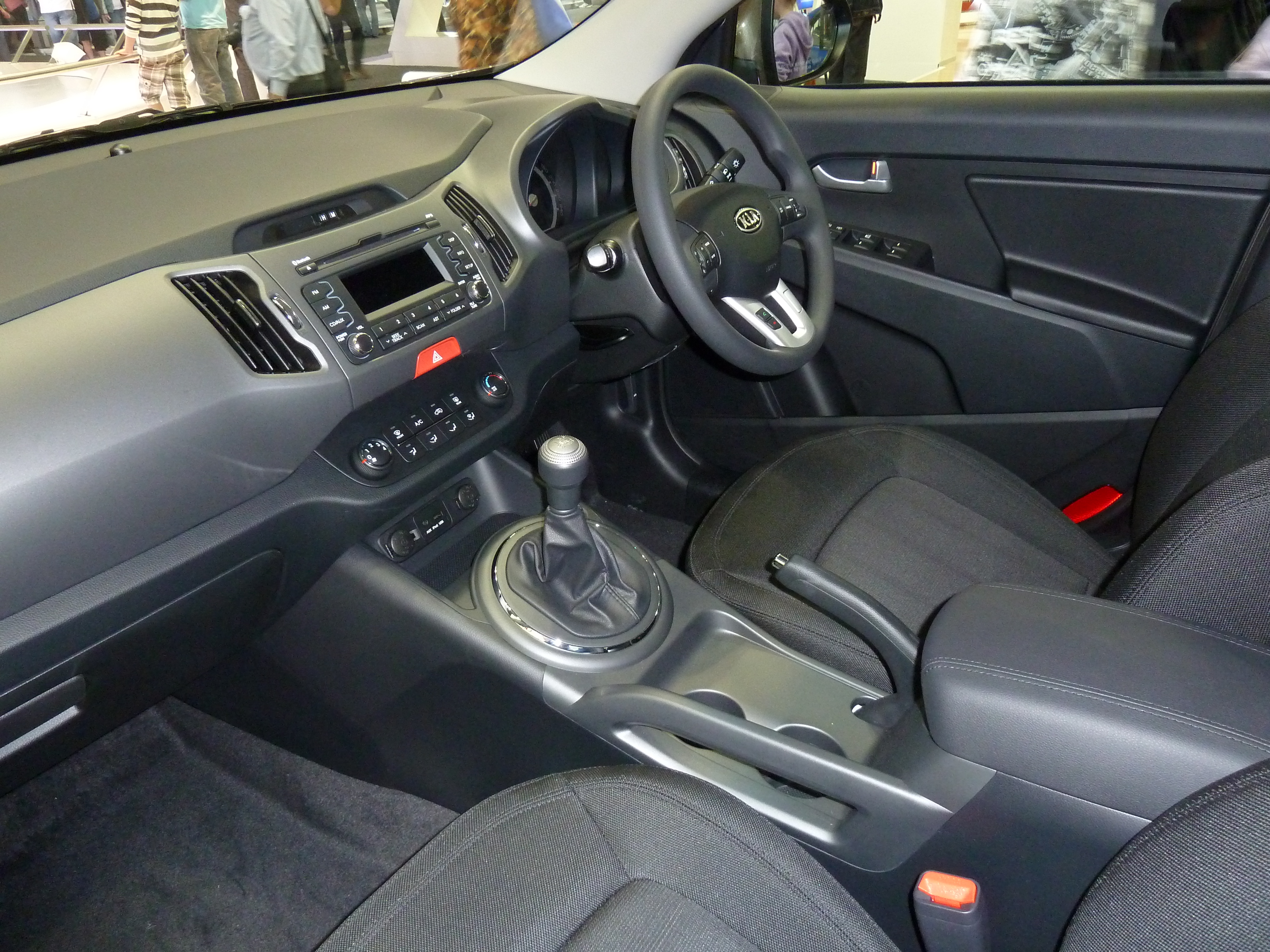
داخل

سری اس‌ال کیا اسپورتیج در آوریل ۲۰۱۰ به بازار عرضه شد و به دنبال آن در بازار آمریکای شمالی و مرکزی در اوت ۲۰۱۰ با نام مدل ۲۰۱۱ عرضه شد. مدل‌های استرالیایی در اکتبر ۲۰۱۰ عرضه شدند. در این خودرو موتور ۲ لیتری دیزلی آر هیوندای قدرتی معادل ۱۸۴ اسب بخار تولید می‌کند. اسپورتیج اس‌ال در سال ۲۰۱۴ دچار یک سری تغییرات جزئی در چراغ‌ها و مه‌شکن‌ها شد.
در بازار چین، نسل سوم توسط شرکت دانگ‌فنگ یوئدا کیا و تحت نام اسپورتیج آر در اکتبر ۲۰۱۰ عرضه شد. این خودرو در کنار نسل قبلی و نه به عنوان جانشین آن عرضه می‌شد.
کیا اسپورتیج در سال ۲۰۱۱ برنده جایزهٔ «خودروی برتر سال» (در اصل «اتو روکی ۲۰۱۱ ان‌ای اسلواکی») در اسلواکی شد و در همان سال جایزهٔ «تراک آو د یر» را از مراسم خودروی بین‌المللی برتر سال را دریافت کرد. کیا اسپورتیج در سال ۲۰۱۲ توسط جی‌دی پاور برترین عنوان گرفت و در واقع تنها خودرویی بود که در همه آزمایش‌ها ۵ ستاره کامل را دریافت کرد.

### ایمنی
نسل سوم اسپورتیج از سوی مؤسسهٔ بیمهٔ ایمنی بزرگراه در ایالات متحده آمریکا به عنوان برندهٔ جایزهٔ انتخاب ایمنی بالا برگزیده شده‌است. مراحل این تست در سال ۲۰۱۰ سخت‌تر شد، هنگامی که آی‌آی‌اچ‌اس تست سقوط رولوور، که اندازه‌گیری قدرت سقف است و دو برابر شدت به عنوان نیاز فدرال. برای گذراندن این آزمون، سقف وسیله نقلیه باید بتواند نیروی سه برابر وزن خود را تحمل کند تا امتیاز قابل قبول را بدست آورد. استاندارد فدرال نیاز به یک سقف برای نگه داشتن وزن ۱٫۵ برابر وزن وسیله نقلیه دارد.
| تست                        | امتیاز    |
| مجموع:                     | 5/5 ستاره |
| برخورد انحرافی جزئی جلو:   | ضعیف      |
| برخورد انحرافی متعادل جلو: | خوب       |
| برخورد جانبی:              | خوب       |
| استحکام سقف:               | خوب       |
| ایمنی سر و گردن و صندلی‌ها: | خوب       |

### جوایز
در آفریقای جنوبی، اسپورتیج در سال ۲۰۱۳ از سوی استاندارد بانک جایزهٔ چرخ مردم در بخش «اس‌یووی و کراس‌اوور - شهری و بیابانی» را دریافت کرد.

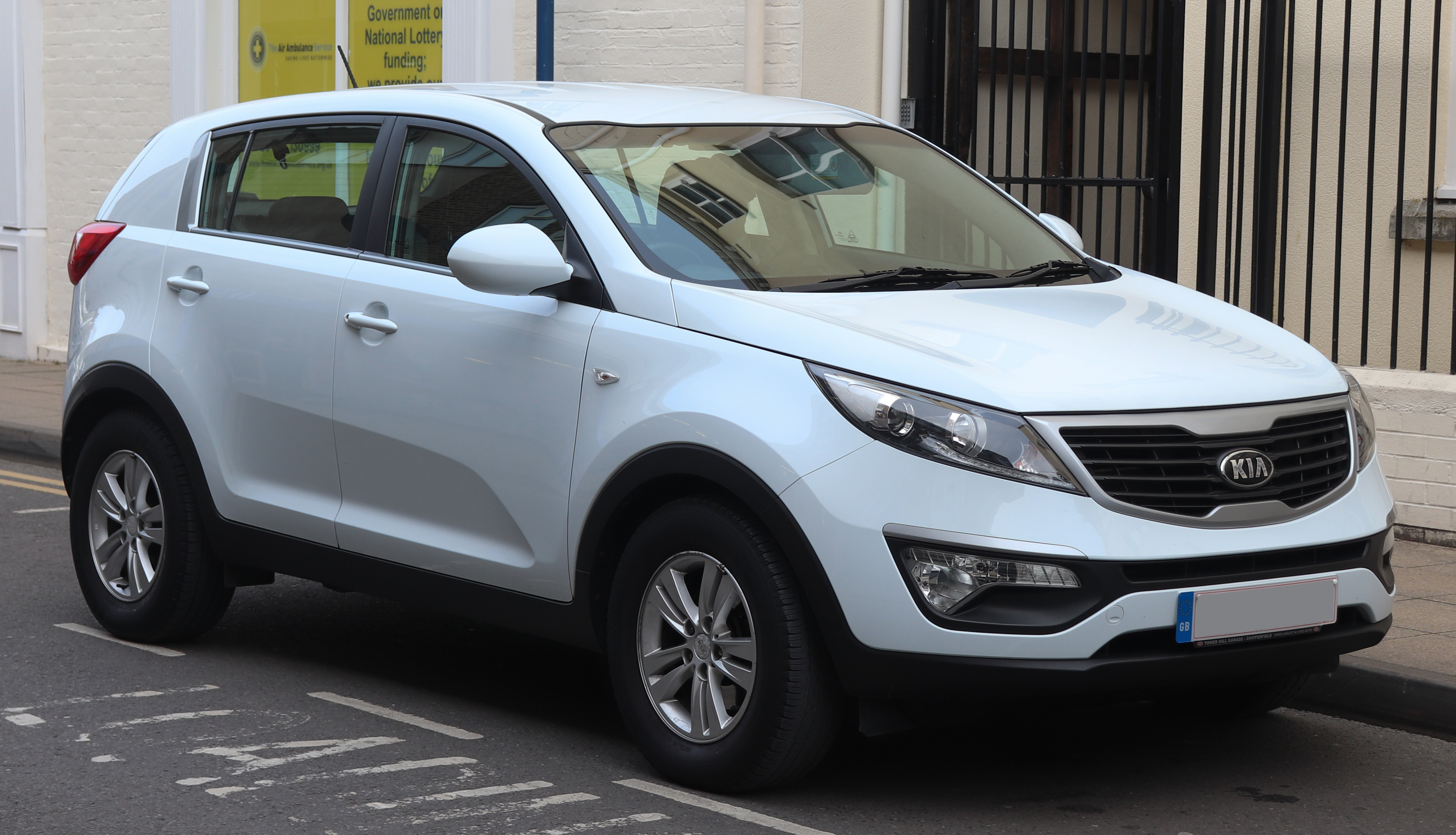
کیا اسپورتیج اس‌آی نسخهٔ پیش از تغییر چهره
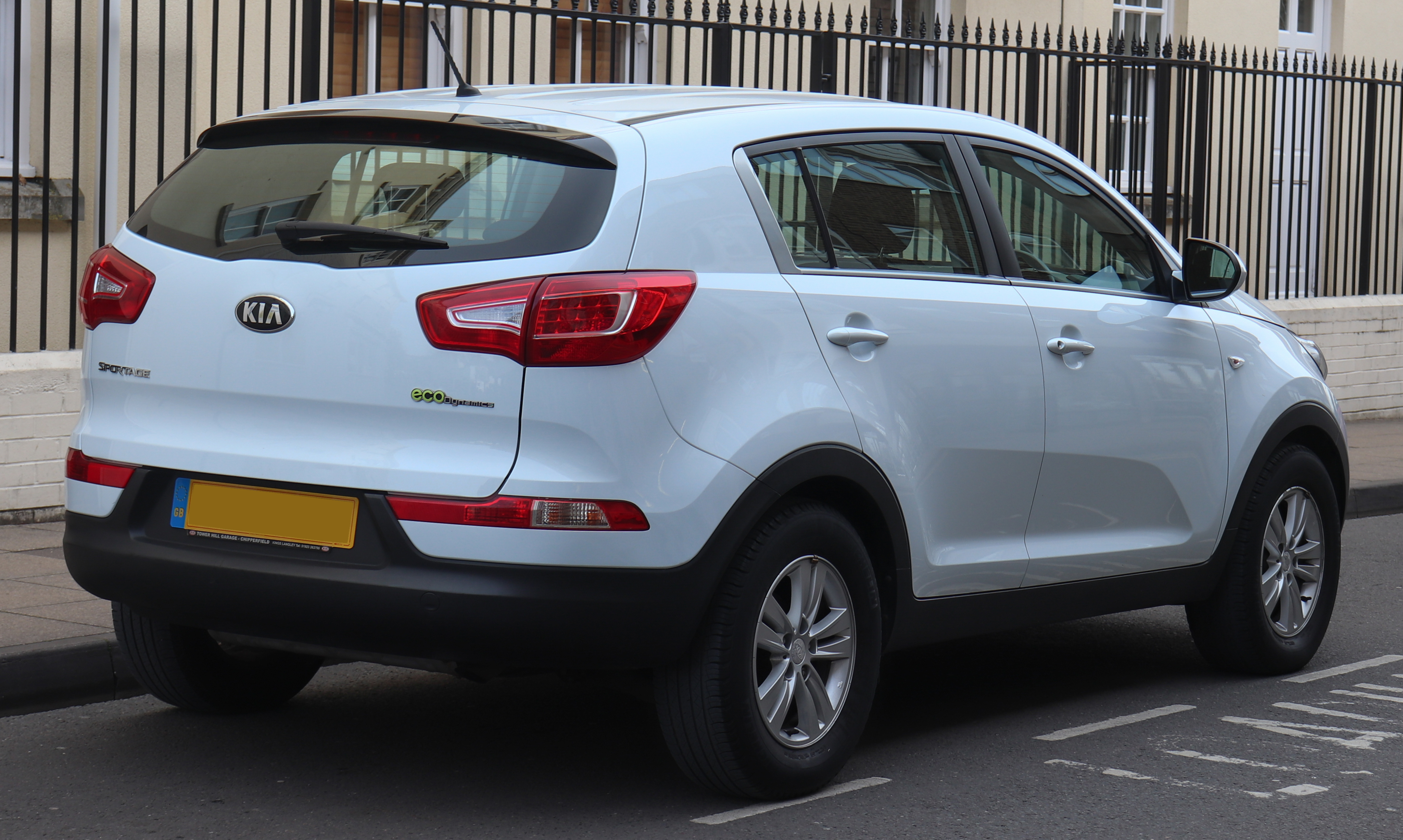
عقب نسخهٔ پیش از تغییر چهره
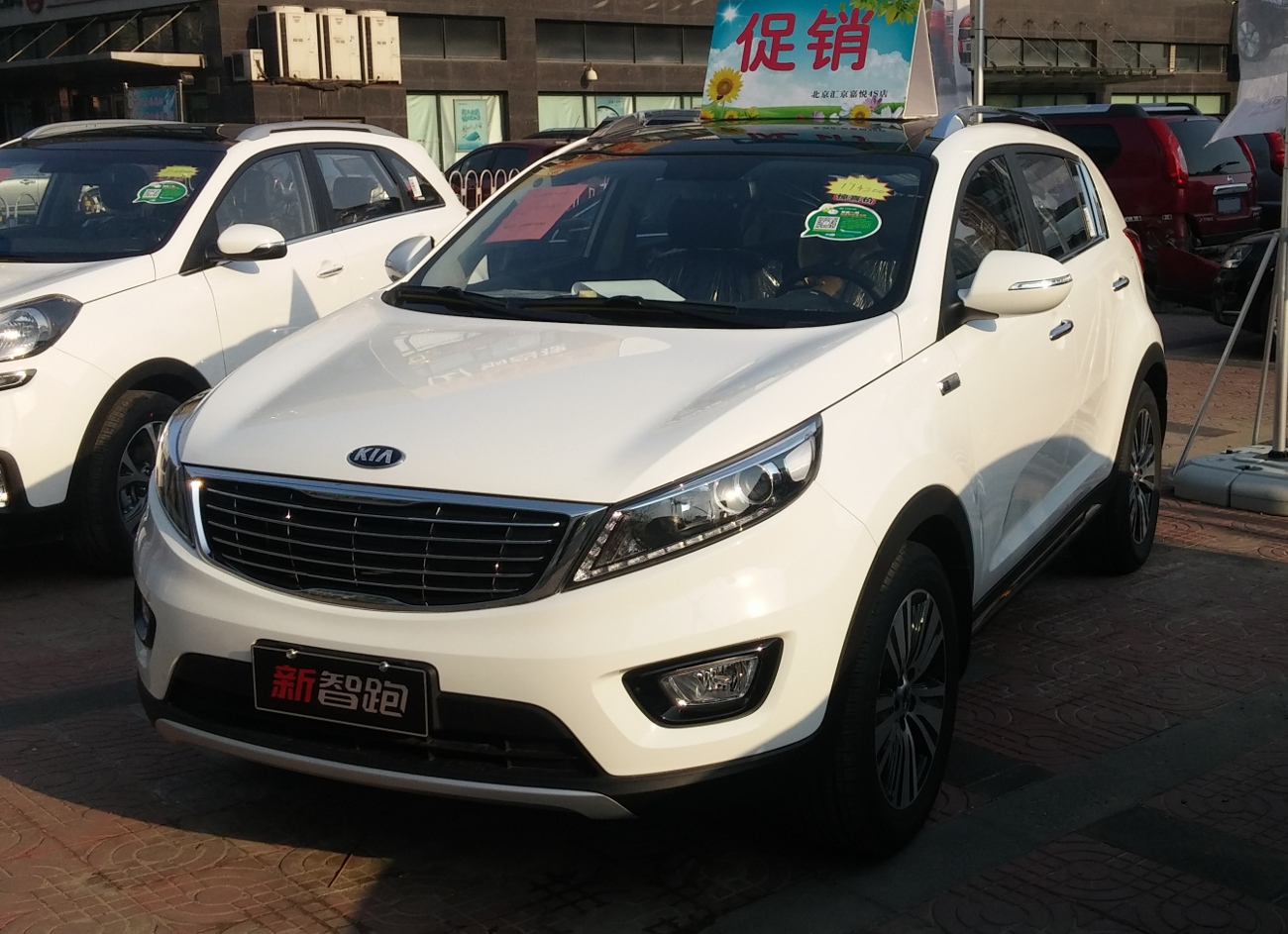
کیا اسپورتیج آر نسخهٔ پس از تغییر چهره (تغییر چهرهٔ مخصوص بازار چین)
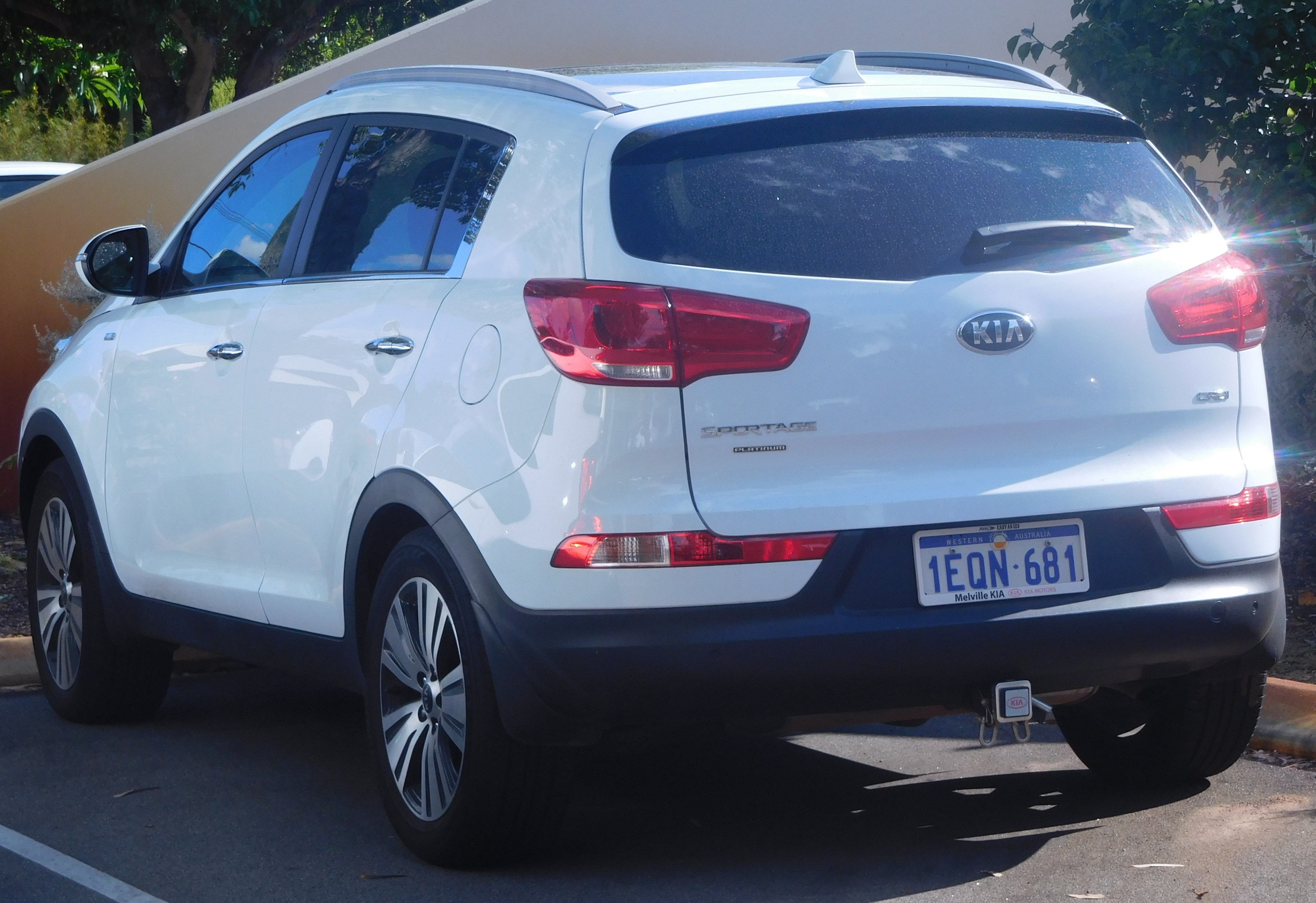
عقب نسخهٔ پس از تغییر چهره

## نسل چهارم (کیوال؛ ۲۰۱۵)
کیا موتورز برای طراحی نسل چهارم اسپورتیج از فلسفهٔ جی‌تی لاین استفاده کرده‌است و نیز حالت دماغ ببری دارد. رساندن ضریب آیرودینامیک از ۰٫۳۵ به ۰٫۳۳ در نسل کنونی باعث شده طول این مدل با ۴۰ میلیمتر افزایش به ۴۴۸۰ میلی‌متر، ارتفاع آن به ۱۶۳۵ میلی‌متر و فاصله محور عقب تا جلو با ۳۰ میلی‌متر افزایش به ۲۶۷۰ میلی‌متر برسد.
موتور بنزینی توربو با تولید ۱۷۲ اسب بخار و گشتاور ۲۳۵ نیوتن متر، جعبه‌دندهٔ ۶ سرعتهٔ دوکلاچه خودکار از مشخصات فنی مدل جدید اسپورتیج هستند.
طراحی نسل چهارم اسپورتیج، ترکیبی از خطوط تیز و شکسته به همراه سطوح صاف است که در طراحی جنگنده‌ها نیز استفاده می‌شود. در سال ۲۰۱۶، جایزهٔ معتبر طراحی رد دات را به این خودرو داده‌اند. اسپورتیج کیوال در اواخر ۲۰۱۵ به بازار جهانی معرفی شد.
اسپورتیج جدید که در کلاس سی کراس‌اوورها قرار می‌گیرد دارای امکاناتی چون ترمز ویژه کمکی، هشدار تعویض ناگهانی خطوط، سیستم هشدار دهنده و محدود کننده سرعت، شناسایی نقاط کور در آینه‌ها و… می‌باشد.

### کیا کی‌ایکس۵ (نسخهٔ چینی)
در چین، نسل چهارم اسپورتیج به نام کیا کی‌ایکس۵ فروخته شد، این خودرو در کنار اسپورتیج آر (مدل تغییر یافته‌ای از اسپورتیج اس‌ال) فروخته شد، در بازار چین نام اسپورتیج برروی خودروی دیگری برروی پلت فرم نسل دوم هیوندای توسان نیز قرار گرفته بود.
کیا کی‌ایکس۵ در سال ۲۰۱۹ توسط دانگ‌فنگ یوئدا کیا دچار تغییر چهره‌ای شد که به‌طور انحصاری تنها در چین فروخته می‌شود.
از مارس ۲۰۱۹، جلوپنجرهٔ طرح پوزهٔ ببر به‌طور کامل با چراغهای جلو یکپارچه شده با مشبک نصب شده بود و در عقب کی‌ایکس۵ نیز تغییراتی مخصوص بازار چین اعمال شده بود. اما به رغم ظاهر متفاوت نسبت به دیگر اسپورتیج‌ها، چرخ‌های نسخه چینی همانند مدل‌های تغیر چهره شده اسپورتیج در سایر نقاط جهان است.

### ایمنی
کیا اسپورتیج ۲۰۱۷ از سوی مؤسسهٔ بیمهٔ ایمنی بزرگراه به عنوان برندهٔ جایزهٔ «انتخاب ایمنی بالا» برگزیده شده‌است.
| تست                                | امتیاز    |
| مجموع:                             | 5/5 ستاره |
| برخورد انحرافی جزئی جلو:           | خوب       |
| برخورد انحرافی متعادل جلو:         | خوب       |
| برخورد جانبی:                      | خوب       |
| استحکام سقف:                       | خوب       |
| ایمنی سر و گردن و صندلی‌ها:         | خوب       |
| پیشگیری از تصادف جلو:              | عالی      |
| چراغ‌های جلو:                       | قابل قبول |
| چفت‌های صندلی کودک و سهولت استفاده: | قابل قبول |

### جوایز
اسپورتیج ۲۰۱۶ برندهٔ جایزهٔ رد دات در زمینهٔ طراحی خودرو شده‌است.

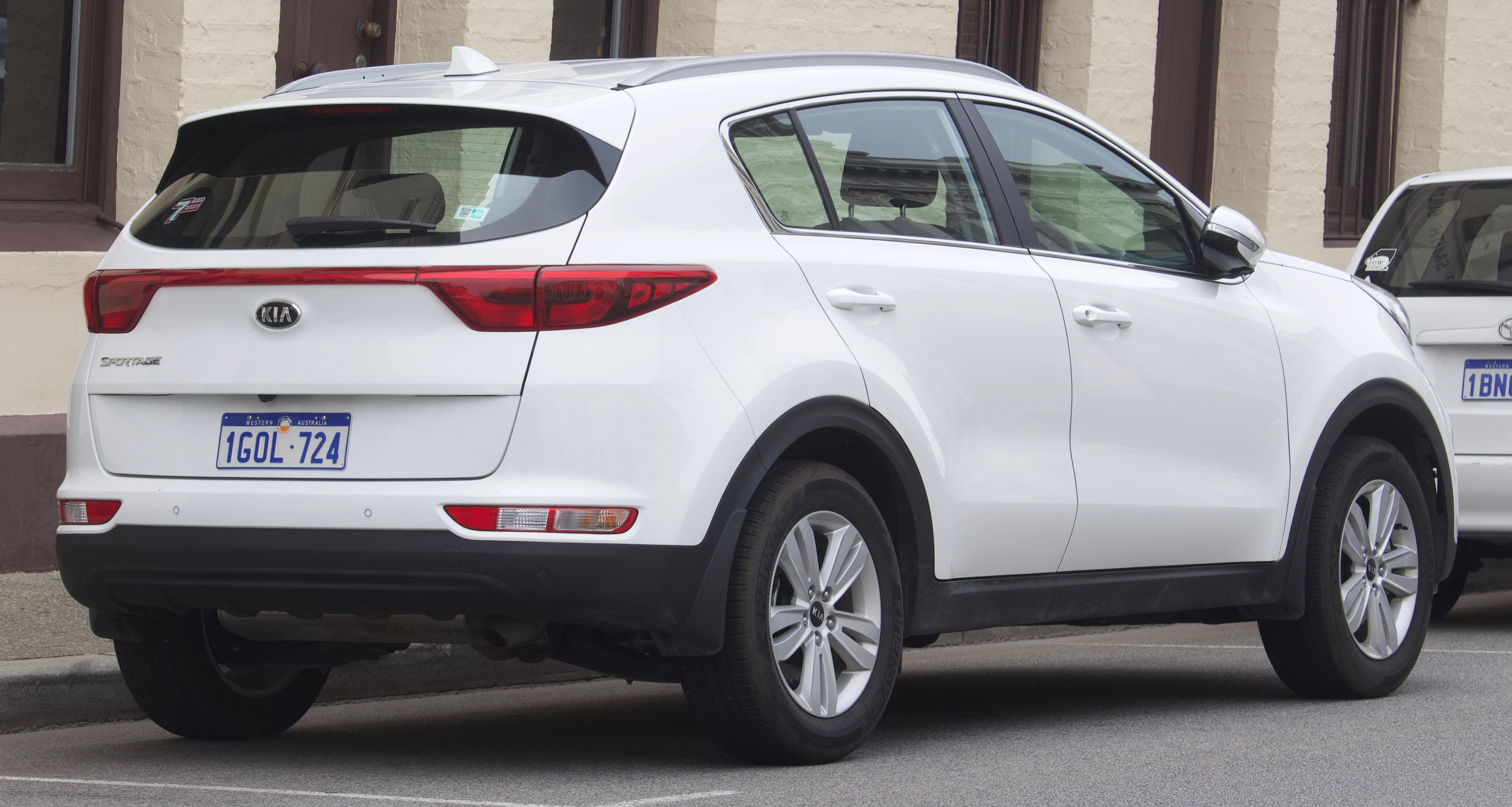
عقب نسخهٔ پیش از تغییر چهره
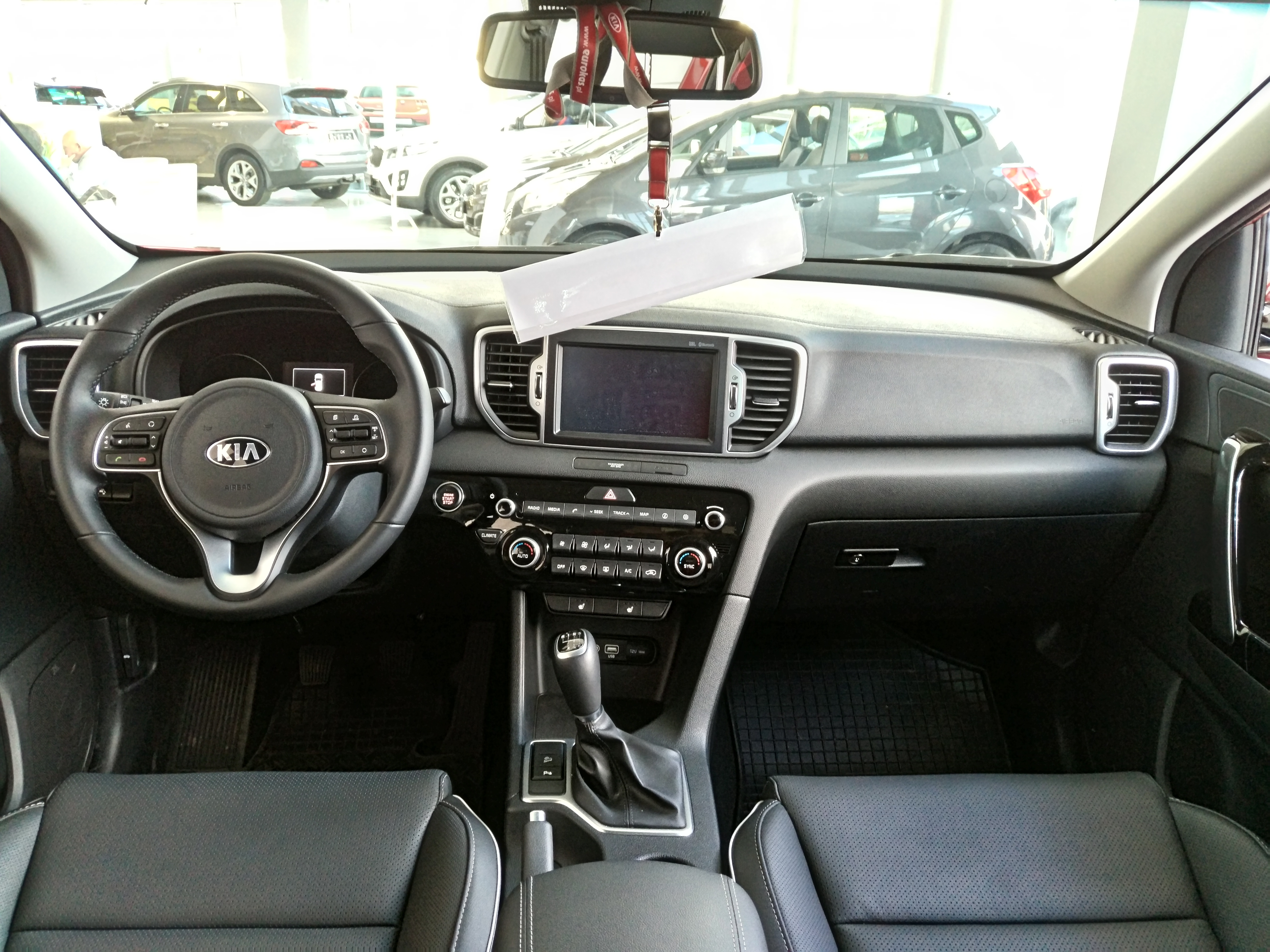
داخل نسخهٔ پیش از تغییر چهره
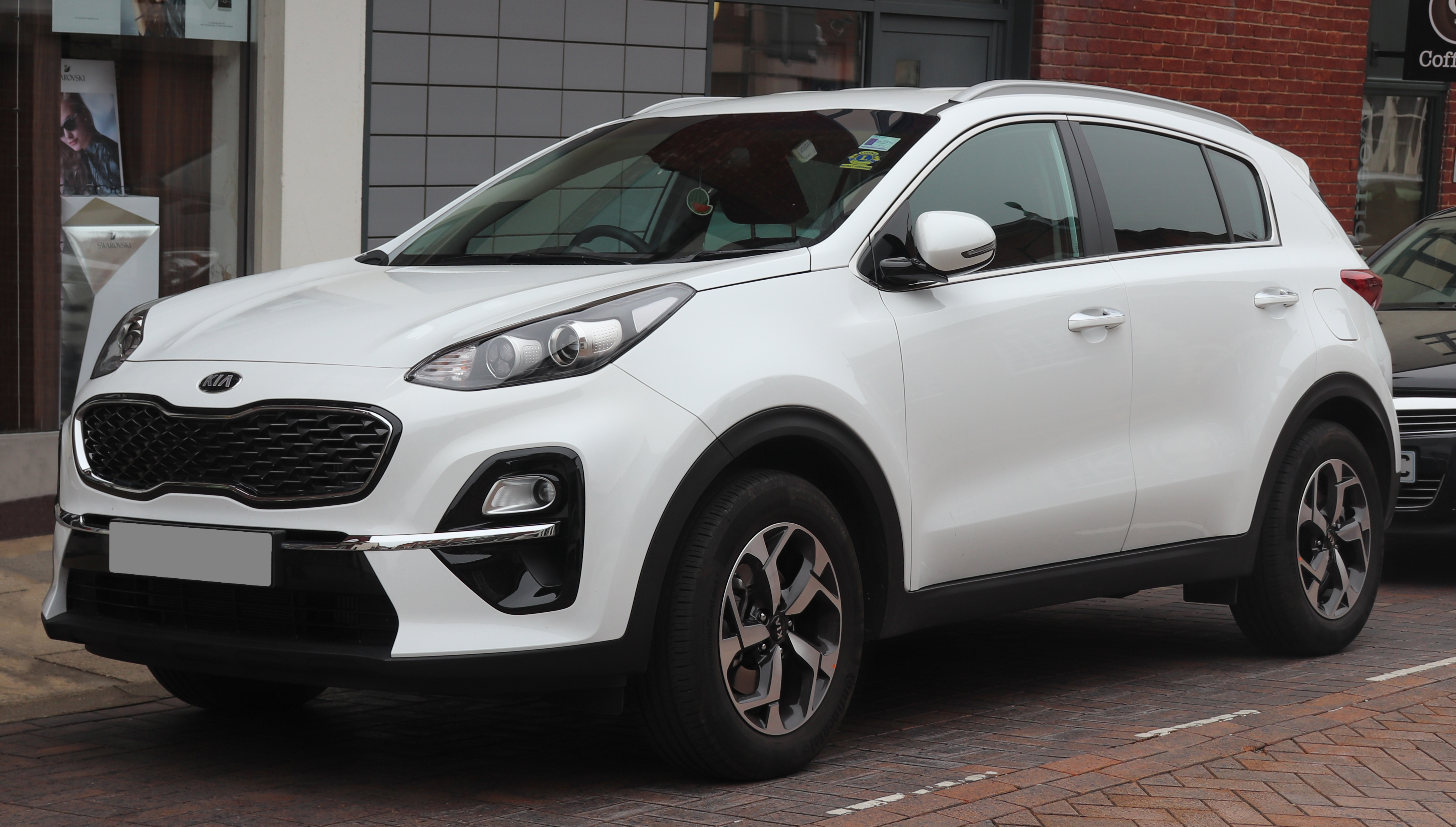
کیا اسپورتیج ۲ سی‌آردی‌آی ۱٫۶ لیتری نسخهٔ پس از تغییر چهره
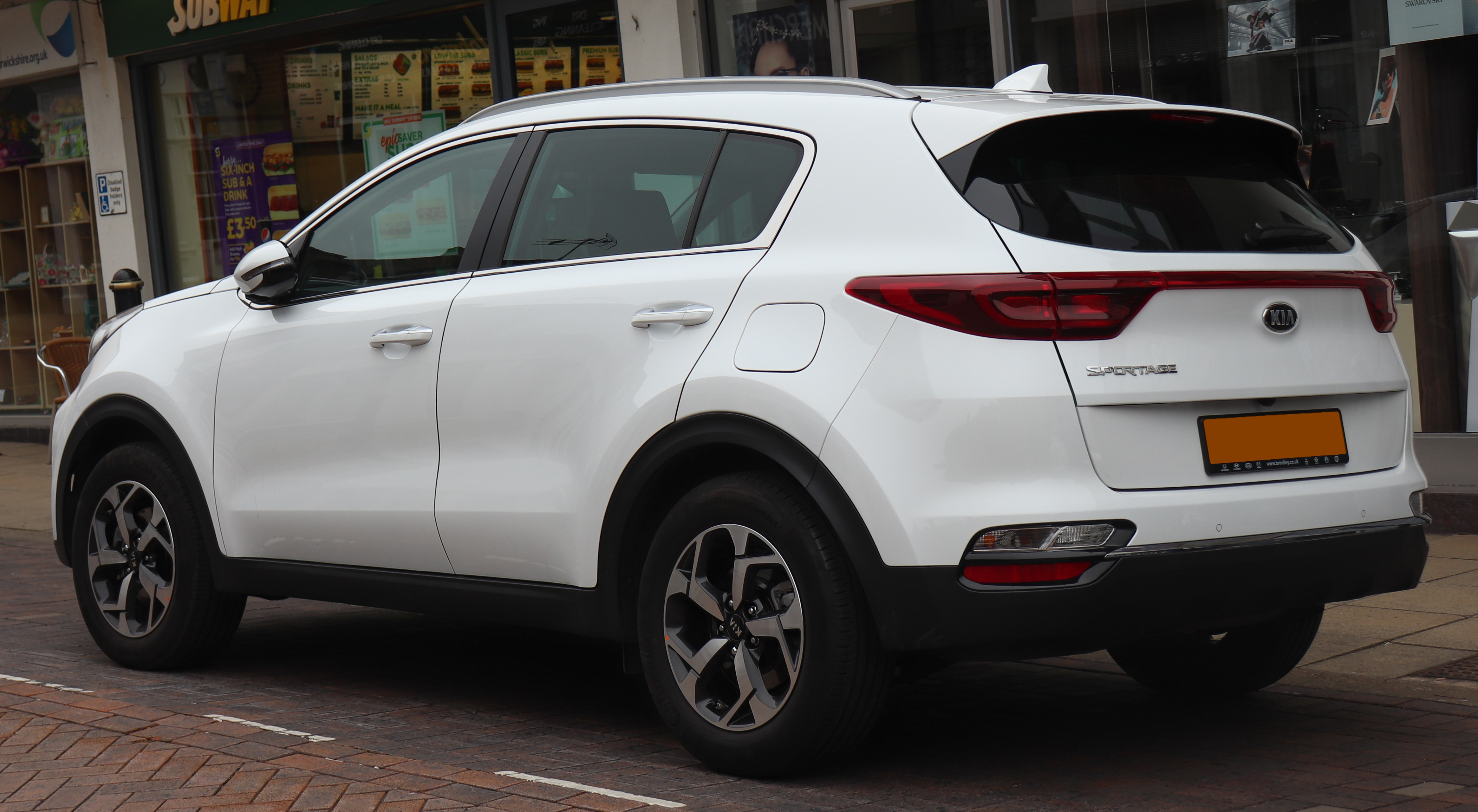
عقب نسخهٔ پس از تغییر چهره

## آمار فروش
اسپورتیج در پایان سال ۲۰۱۶، پرفروش‌ترین مدل کیا بود.
| سال  | فروش در آمریکا | فروش در کانادا | فروش در کره جنوبی | فروش در اروپا | فروش در جهان |
| ---- | -------------- | -------------- | ----------------- | ------------- | ------------ |
| ۱۹۹۸ | ۲۸٬۵۸۲         |                |                   |               |              |
| ۱۹۹۹ | ۵۲٬۳۸۳         |                |                   |               |              |
| ۲۰۰۰ | ۶۲٬۳۵۰         |                | ۲٬۵۰۶             |               |              |
| ۲۰۰۱ | ۵۲٬۳۶۹         |                | ۲٬۹۲۲             |               |              |
| ۲۰۰۲ | ۳۹٬۴۳۶         |                | ۱٬۳۹۹             |               |              |
| ۲۰۰۳ | ۵٬۶۱۶          |                | ۰                 |               |              |
| ۲۰۰۴ | ۱۲۱            |                | ۲۷٬۵۵۹            |               |              |
| ۲۰۰۵ | ۲۹٬۰۰۹         |                | ۵۷٬۰۳۱            |               |              |
| ۲۰۰۶ | ۳۷٬۰۷۱         |                | ۳۵٬۸۶۷            |               |              |
| ۲۰۰۷ | ۴۹٬۳۹۳         |                | ۳۲٬۵۶۳            |               |              |
| ۲۰۰۸ | ۳۲٬۷۵۴         |                | ۲۳٬۹۷۴            |               |              |
| ۲۰۰۹ | ۴۲٬۵۰۹         |                | ۲۷٬۸۷۴            |               |              |
| ۲۰۱۰ | ۲۳٬۸۷۳         |                | ۴۴٬۷۷۰            |               |              |
| ۲۰۱۱ | ۴۷٬۴۶۳         |                | ۵۲٬۰۱۸            |               |              |
| ۲۰۱۲ | ۳۶٬۳۵۷         |                | ۴۳٬۹۹۳            |               | ۳۵۹٬۷۴۲      |
| ۲۰۱۳ | ۳۲٬۹۶۵         |                | ۲۹٬۱۶۸            |               |              |
| ۲۰۱۴ | ۴۲٬۹۴۵         |                | ۴۷٬۷۲۹            |               |              |
| ۲۰۱۵ | ۵۳٬۷۳۹         | ۶٬۵۰۹          | ۵۲٬۷۴۸            |               | ۳۹۹٬۹۶۹      |
| ۲۰۱۶ | ۸۱٬۰۶۶         |                | ۴۹٬۸۷۷            |               | ۵۱۵٬۰۶۷      |
| ۲۰۱۷ | ۷۲٬۸۲۴         |                | ۴۲٬۲۳۲            |               |              |
| ۲۰۱۸ |                |                | ۳۷٬۳۷۳            |               |              |
| ۲۰۱۹ | ۸۹٬۲۷۸         |                | ۲۸٬۲۷۱            | ۱۰۹٬۸۳۸       |              |